# 真田信倍
真田 信倍（さなだ のぶます、? - 慶長20年5月7日（1615年6月3日））は、戦国時代から江戸時代にかけての武将。通称は采女正。信州真田氏の一門衆、もしくは真田姓を与えられた近臣と思われる。
慶長19年（1614年）の大坂冬の陣では真田信繁の配下として働いた。翌年の夏の陣では天王寺・岡山の戦いに際して茶臼山に布陣する信繁の部隊に属すが、討死した。